# Tros- och livsåskådningsvetenskap
Tros- och livsåskådningsvetenskap är ett universitetsämne som  har utvecklats ur den den systematiska teologin och omfattar studiet av religioner och andra livsåskådningar. Övergången från systematisk teologi till tros- och livsåskådningsvetenskap speglar en utveckling från ett konfessionellt och normativt studium av vad den kristna trosläran innebär, till ett mer interkonfessionellt studium av olika religiösa traditioner.
På Uppsala Universitet har ämnet tros- och livsåskådningsvetenskap numera bytt namn till "systematisk teologi med livsåskådningsforskning". Skälen till detta är praktiska; bl. a. är systematisk teologi en mer internationellt gångbar ämnesbenämning.